# Talavera Club de Fútbol
El Talavera Club de Fútbol fue un equipo de fútbol español, de la ciudad de Talavera de la Reina (Toledo). Fue fundado en 1948 y, a cinco días de comenzar la temporada 2010/2011, debido al nefasto estado económico del club al que le llevó el entonces presidente Tino Muñoz, los socios en asamblea extraordinaria decidieron renunciar a participar en Tercera División y a cualquier competición nacional.
Posteriormente, fue formado otro club bajo la denominación de Club de Fútbol Talavera de la Reina, avalado por la gran mayoría de los socios del club desaparecido.

## Historia
El Talavera CF, fundado en 1948 como Club Deportivo Ebora, disputaba sus partidos en un campo cercano a las inmediaciones de la plaza de toros de la ciudad, llamado "El Prado", sin trazado alguno reglamentario, ni condiciones idóneas, para lo que en ese recinto se hacía. En sus inicios el club estaba formado por jóvenes estudiantes talaveranos, que habían comenzado a practicar este deporte en la capital de España a la vez que realizaban sus estudios.
El crecimiento del club le lleva a tener que abandonar "El Prado" y trasladarse al Santa Clotilde. Disputando partidos contra equipos como Toledo, Torrijos, Rácing y otros muchos. Los primeros resultados fueron muy positivos y esperanzadores para la entidad ya que de 16 partidos disputados, ganaron 8, empataron 2, perdieron 6 y en total marcaron 52 goles.
Ya en la temporada 1974/1975, después de muchos años jugando en categoría regional, el Talavera C.F. ascendería a Tercera División siendo en este momento el presidente del club D. Juan Bermúdez y el entrenador del mismo Pinto. Este hecho sería celebrado en toda la ciudad, así como en la barriada madrileña de Ventas ya que fue allí donde se disputó tan memorable encuentro.
En la temporada 1982/1983, después de muchos esfuerzos por parte de la directiva del club, presidida por D. Aurelio Lozano, se consigue el anhelado ascenso por primera vez en la historia del club a Segunda División B, con una plantilla formada por jugadores de la cantera talaverana: Iglesias, Juan, Carlitos del Rivero, Trigueros, etc. y con lo mejor de la Tercera División de Madrid: Ayucar, Quini, Quique, Ortiz, etc. y siendo el entrenador Juanjo. En esta temporada se empezó la primera remodelación de "El Prado" y en plena temporada el Talavera tuvo que buscarse otra alternativa, acondicionando el campo de fútbol de Alberche del Caudillo con ayuda de los aficionados y enorme sacrificio de la directiva.
En la temporada 1988/1989 la existencia del club peligra, ya que nadie quiere hacerse al frente, pero esto duraría poco y gracias a los jugadores del momento y a D. Federico Gómez como presidente el club sale adelante. 
Ya en la temporada 1992/1993 y tras la dimisión del hasta entonces su presidente D. Juan Bermúdez, se hace cargo del mismo D. Ignacio Valero, vicepresidente del mismo hasta ese momento, logrando que el equipo ascendiera de nuevo a Segunda División B, siendo en este momento el entrenador del equipo Félix Banderas "Felines". 
En la categoría de bronce su mantuvo durante 15 campañas consecutivas. Las más destacadas fueron las temporadas 1996/1997 y 1997/1998, cuando bajo las órdenes de Gregorio Manzano, el equipo se clasificó para jugar las liguillas de ascenso a Segunda División, quedándose a tan sólo un gol del ascenso en Beasáin.
En 2005 comenzaron las obras de ampliación del Estadio Municipal El Prado, que siguen sin finalizar completamente, aunque el grueso de la obra ya esté realizado.
En la temporada 2006/2007 el club se quedó a un gol de disputar la liguilla de ascenso a Segunda División, con el recordado partido ante el Leganés (2-2) y el gol en los últimos minutos del Cobeña ante el Universidad, que hizo estar al club durante tres minutos clasificado.
En la temporada 2007/2008 el equipo arrancó la temporada con el objetivo de estar entre los cuatro primeros que dieran acceso a jugar la promoción de ascenso a Segunda División. Tras estar a punto de disputar una eliminatoria de Copa del Rey contra el Real Madrid (fue eliminado frente al Alicante Club de Fútbol) y una serie de seis partidos sin conseguir la victoria, es destituido Santi Calvo como entrenador de la primera plantilla.
Como sustituto de Santi Calvo, llega Pedro Morilla, exjugador de la entidad en la década de 1990. Tras una numerosa serie de fichajes y de bajas en la plantilla, el equipo desciende matemáticamente de categoría el 4 de mayo de 2008 perdiendo 4-1 frente al Club Deportivo Linares en Linarejos. El equipo termina su andadura ese año en la Segunda División B en la decimonovena posición con un total de 35 puntos.
Tras la consumación del descenso de categoría, el presidente Tino Muñoz convoca elecciones para la presidencia del club. Estas elecciones, que inicialmente se celebrarían el 8 de junio de 2008, se suspendieron al retirarse las otras dos candidaturas a la presidencia: el exdirectivo Javier Rodríguez y el expresidente Juan Bermúdez.

## Temporada 2008/2009
Tino Muñoz renueva su mandato como presidente del club e inicia una nueva etapa y nuevas estructuras en el club. Pretende fusionar el club con el Azulejos Ramos Fútbol Sala y dio plenos poderes deportivos al extécnico Miguel Ángel Iglesias. Como entrenador, nombra a Javier Rosado, el exentrenador del Torpedo 66 y UD Talavera.
Tras las once primeras jornadas de liga en Tercera División, el equipo sólo ganó tres partidos y contaba con catorce puntos, a siete del líder y máximo rival, el Club Deportivo Toledo. En esas primeras jornadas, se rompe el pre-acuerdo que se había establecido con el Azulejos Ramos para fusionar ambos clubes.
Antes del parón navideño, Javier Rosado dimite como técnico y se hace cargo del equipo Juanjo Bermúdez.
En la mitad de la temporada, los jugadores hacen pública una nota de prensa informando que se les adeudan cuatro mensualidades. Pelegrín y Pablo Ríos emigran a otros equipos ante la difícil situación económica del club. La directiva espera la entrada de la OID como patrocinador y a largo plazo para que gestione el club y lo convierta en S.A.D. Después de arduas negociaciones con la OID, Ignacio Valero rompe las negociaciones al no condonar su deuda y el club vive horas críticas.
Su principal rival, el Club Deportivo Toledo asciende a Segunda División B ese mismo año.

## Temporada 2009/2010
En junio de 2009 se presenta Manolo Alfaro como entrenador de la primera plantilla cuando aún están sin liquidar los contratos de la pasada temporada y se adeudan a los jugadores seis mensualidades de la temporada pasada. El proyecto que tiene pensado Tino Muñoz es una política de austeridad en fichajes, sin renunciar a ningún objetivo. Intentará renegociar los contratos de los jugadores que son insostenibles para la economía el club: Isra Ferrer, Alfredo Bayarri, Copito, entre otros.
El 6 de enero de 2010 es destituido Manolo Alfaro como entrenador del Talavera C.F. (Tercera, Grupo 18). Su reemplazante será Albert Ferri, la pasada campaña técnico del Racing Club Portuense hasta la jornada 22. A su vez, ese mismo mes salen del equipo los futbolistas que trajo de la mano Manolo Alfaro que fueron Didí, Latorre, Israel y Kike, este último fichando por la RSD Alcalá del grupo II de 2.ª División B.
El equipo encara la segunda vuelta del campeonato sin cobrar, con 4000 € al mes menos en fichas y con dos fichajes nuevos: Palote y Diego Ramírez. A falta de una jornada para el final del campeonato, consigue virtualmente la clasificación para las eliminatorias de ascenso quedando 4.º clasificado. El club es emparejado por sorteo con un 2.º clasificado como es el Reus. Tras un primer partido en el Estadio El Prado vencido por 1-0, cae 0-2 en Reus y es apeado de la lucha por el ascenso a la Segunda División B.
En el verano de 2010 Tino Muñoz dimite como presidente, quedando Juan Hidalgo como presidente en funciones. Tras un verano de silencio, el 25 de agosto, un miembro de la Federación de Fútbol de Castilla-La Mancha explica mediante asamblea extraordinaria que el club, para que compita, debe pagar la deuda reconocida. Si a esto le sumamos las sentencias en firme y las deudas contraídas con anteriores presidentes, hace absolutamente inviable que el club salga a competir en Tercera División, por lo que se da el primer paso para la desaparición del club.
Para no dejar huérfanos a las categorías inferiores, el exfutbolista del Talavera C.F. José Antonio Dorado paga 23.000 € que se adeudan a la federación en concepto de sanciones y multas para que las categorías inferiores del Talavera C.F. salgan a competir.
Paralelamente, José Antonio Dorado crea un nuevo club que actualmente compite en Segunda Autonómica llamado Real Talavera C.D.
La gran masa social del casi extinto Talavera C.F. apoya al C.D. San Prudencio, el cual por segunda vez en la historia, sale al rescate del Talavera C.F. Mediante asamblea de socios, el C.D. San Prudencio aprueba cambiar la denominación del club a Club de Fútbol Talavera aglutinando la mayor parte de aficionados del Talavera C.F.
Sería en agosto de 2011 cuando el Real Talavera C.D. y el C.D. San Prudencio se fusionarían, creándose el Club de Fútbol Talavera de la Reina, que termina albergando en un único club la herencia total del ya desaparecido Talavera Club de Fútbol: sus colores, su escudo, su cantera y su afición.

## Uniforme
- Uniforme titular: camiseta blanca y azul a rayas verticales, pantalón azul y medias azules.
- Uniforme alternativo: camiseta naranja, pantalón naranja y medias naranjas.
- Uniforme alternativo (2): camiseta naranja, pantalón azul y medias azul marino.

## Estadio
Estadio El Prado, con capacidad para 14000 personas. Dimensiones: 105 x 70 metros.

## Datos del club
- Temporadas en 1.ª: 0
- Temporadas en 2.ª: 0
- Temporadas en 2ªB: 19
- Temporadas en 3.ª: 33
- Mejor puesto en la liga: 2.º (Segunda División B temporada 1996/1997)
- Peor puesto en la liga: 19.º (Segunda División B temporada 2007/2008)

## Última plantilla (temporada 2015/2016)
- En construcción

## Palmarés

### Campeonatos nacionales
- Tercera División de España (2): 1990-91 (Grupo XVII)[1] y 1992-93 (Grupo XVII).[2]
- Subcampeón de la Segunda División B de España (1): 1996-97 (Grupo 1).[3]
- Subcampeón de la Tercera División de España (4): 1964-65 (Grupo XIV),[4] 1967-68 (Grupo XIV),[5] (ambos como C. D. Talavera) 1978-79 (Grupo IV)[6] y 1981-82 (Grupo VII).[7]

### Campeonatos regionales
- 1.ª Regional Preferente Castellana (1): 1974-75.[8]
- 2.ª Regional Ordinaria Castellana (1): 1961-62 (como C. D. San Prudencio).[9]
- Copa RFEF (Fase Regional de Castilla-La Mancha) (1): 2001-02.
- Campeonato de Castilla de Aficionados (1): 1974-75.
- Subcampeón del Trofeo Junta de Comunidades de Castilla-La Mancha (1): 2002-03.

### Torneos amistosos
- Trofeo Feria de Toledo: (6) 1965, 1966, (ambos como C. D. Talavera) 1971, 1981, 1982 y 1984.
- Trofeo Puchero: (2) 1979 y 1981.
- Trofeo Ciudad de Ávila: (2) 1985[10] y 2004.[11]
- Trofeo Memorial Rafael Medina: (1) 1995.[12]

### Palmarés del Talavera C. F. "B"
Campeonatos regionales
- Primera Regional de Castilla-La Mancha (1): 2008-09 (Grupo 3).[13]
- Segunda Regional de Castilla-La Mancha (1): 2004-05 (Grupo 8).[9]
- Subcampeón de la Segunda Regional de Castilla-La Mancha (1): 2006-07 (Grupo 8).[14]